# Jequiti
Jequiti é uma empresa brasileira de cosméticos fundada pelo comunicador e empresário Silvio Santos.

## História
Pertencente ao Grupo Silvio Santos, a Jequiti foi lançada em outubro de 2006, tendo a Natura e O Boticário como suas principais concorrentes. Atualmente, possui 260 mil consultores em todo o território nacional, figurando-se como a 3ª principal marca de cosméticos do país. A lista de produtos da marca conta com diversas linhas desenvolvidas para banho, corpo, rosto e cabelos, além de perfumes. A comercialização das linhas é feita através de venda direta por consultores de todo o País localizáveis através da própria página da Jequiti na internet. A Jequiti possui consultores em praticamente todos os municípios do País.
O nome Jequiti foi inspirado na palavra jequitibá.
A empresa encerrou 2020 com mais de 400 produtos em linha e 260 mil consultores.[carece de fontes?]
Divulgação na mídia
O SBT transmitiu um programa de televisão dedicado aos produtos Jequiti chamado Ganhe mais Dinheiro com Jequiti apresentado por Patrícia Salvador. Foi exibido aos domingos no horário nobre, saiu do ar em maio de 2011.
Em setembro de 2008, o SBT iniciou a transmissão do programa Roda a Roda Jequiti no qual os clientes e consultores da marca sorteados podem ganhar prêmios. O programa é apresentado por Rebeca Abravanel. Também foi apresentado por Patrícia Abravanel e por Luís Ricardo bem como ocasionalmente por Silvio Santos – o qual já foi o seu único apresentador, mas passou a apresentação à frente.
Marca das Estrelas
Além de assinarem suas próprias fragrâncias, cada artista participa de todo o processo de criação e desenvolvimento dos seus produtos, que acabam representando suas personalidades por completo. No hall da fama da Jequiti tem fragrâncias dos artistas mais queridos do Brasil como Patrícia Abravanel, Eliana, Celso Portiolli, Adriane Galisteu, Rebeca Abravanel, Rodrigo Faro, Sabrina Sato, Claudia Leitte, Larissa Manoela, Lucas Lucco, Carlinhos Maia, Fábio Jr., e até o craque do futebol CR7.
Perfumaria
As fragrâncias são desenvolvidas pelas melhores casas de perfumaria do mundo. Para as mulheres, a Jequiti tem diversas linhas de conquistar: Brille, Désirée, Deluxe, HER e Jolie. Para os homens, Aire é uma fragrância perfeita para quem gosta de viver sua liberdade. Uzon, Privé, Malte e Royalmadeira são colônias masculinas amadeiradas que agradam todos os estilos.
Mini fragrâncias
A Jequiti é uma marca que oferece as mais diversas linhas de cosméticos e beleza para acompanhar as pessoas em todos os momentos. Foi pensando nisso que idealizaram as mini fragrâncias, que são pequenas colônias de 25ml. São perfeitas para experimentação de diversos aromas diferentes e para serem levadas para todos os lugares.
Maquiagens
Possuem duas linhas de make: Aviva e Ellas, com batons e esmaltes, além de produtos para olhos, pele, paletas, pincéis e kits. 
Corpo e banho
São os momentos de autocuidado que fazem a diferença para o nosso corpo e autoestima. Pensando nisso, a Jequiti desenvolveu as linhas Sensi, Eu, Vida e Óllio. Cada uma com a sua personalidade. A linha Sensi oferece limpeza, cuidado e hidratação para cada tipo de pele. Já para quem busca uma hidratação ainda mais perfumada e marcante, as linhas Eu e Vida são o melhor pedido. Para os cabelos, FYO Profissional é a marca que atende diferentes necessidades, através de tratamentos completos, tecnológicos e cientificamente comprovados. Seja para tingidos, cacheados, lisos ou grisalhos, a linha é perfeita para quem procura resultados de salão sem sair de casa.
Bebê
O momento de cuidado entre o pai, a mãe e o bebê é muito importante para criar laços que ficam guardados durante toda a vida. Pensando nisso, a Jequiti desenvolveu a linha Meu Bebê, com diversos produtos para acompanhar essa fase inicial da vida. Os produtos possuem fragrâncias super delicadas, aprovados e recomendadas por pediatras, para que o bebê esteja sempre protegido, cheirosinho e bem cuidado em todos os momentos do dia.
Infantil e Teen
Presente em todas as fases da vida, com os cuidados necessários para cada uma delas, a empresa também possui produtos para crianças e adolescentes com os personagens mais queridos da telinha que vão transformar e divertir ainda mais esses momentos de carinho, cuidado e perfumação.

## Aquisição da Jequiti pela Cimed
Em 26 de maio de 2024, o jornalista Ricardo Feltrin noticiou que a Cimed, empresa do ramo farmacêutico, adquiriu 50% da Jequiti. As negociações começaram no ano anterior e, embora o valor da transação não tenha sido revelado, a Cimed inicialmente tentou adquirir toda a empresa. As filhas de Silvio Santos, no entanto, preferiram manter parte do negócio. A Cimed continua negociando para adquirir uma participação maior na Jequiti. De acordo com fontes, as negociações avançaram e as empresas estão nos acertos finais sobre a venda da totalidade da companhia. Como parte do acordo, a Jequiti ainda teria sua marca exibida nos intervalos do SBT. A empresa está sendo avaliada em cerca de 450 milhões de reais. Em 26 de agosto do mesmo ano, após a morte de Silvio Santos, suas filhas desistiram de vender a Jequiti.